# Pittsburg Motor Vehicle Co
 (novembre 2024).
Pittsburg Motor Vehicle Co était un constructeur automobile américain.

## Production
La société a été fondée en 1897 à Pittsburgh, en Pennsylvanie. La même année, la production d’automobiles a commencé. Le nom de marque était Pittsburgh. Le premier modèle était un tricycle biplace propulsé par un moteur à essence. Le tricycle pesait 55 kg et coûtait 1750 francs.
En 1898, un quatre-roues a été ajouté. Les passagers étaient assis dans un siège en forme de panier tressé. Le conducteur était assis derrière lui sur une selle de vélo.  Le moteur
un moteur à essence à quatre temps par de Dion Bouton avec
1,75 cheval, pèse environ 30 kilos.
Sa vitesse peut aller de 300 à 1 200 tours par minute. Le véhicule à quatre roues pesait 90 kg et coûtait 2500 francs. 
Tous ces véhicules sont en
roues d’un diamètre de 65 centimètres. 
Toujours en 1898, un Phaeton quadriplace pesant 136 kg a été introduit.
Autocar Company est considéré comme le successeur 
Les autres fabricants de voitures de tourisme de Pittsburgh étaient la Pittsburgh Machine Tool Company et la Pittsburgh Motor Car Company. La production s’est terminée en 1899.